# マニュエル・アモロス
マニュエル・アモロス（Manuel Amoros, 1962年2月1日 - ）は、フランスの元サッカー選手、サッカー指導者。ポジションはディフェンダー（サイドバック）。フランスリーグでは461試合41ゴールとDFながら高い得点能力も兼ね備えた。

## 略歴
1982年のスペインワールドカップに20歳で出場し、右サイドバックのポジションを確保、FIFAワールドカップベストヤングプレーヤー賞を受賞。1984年の欧州選手権、1986年のメキシコワールドカップ3位決定戦のベルギー戦で1ゴールを挙げ、3位入賞に貢献し大会ベストイレブンに選出された。1992年の欧州選手権でも3試合に出場した。
クラブチームでは主にASモナコ、オリンピック・マルセイユでプレー、マルセイユ在籍中の1990-91シーズン、チャンピオンズカップ決勝、レッドスター・ベオグラード戦のPK戦ではPKを失敗し優勝を逃したが、1992-93シーズンの決勝、ACミラン戦では出番はなかったが優勝を経験した。

## 代表歴
- フランス代表
  - 1982年 FIFAワールドカップ
  - 1984年 UEFA欧州選手権
  - 1986年 FIFAワールドカップ